# 미늘전갱이

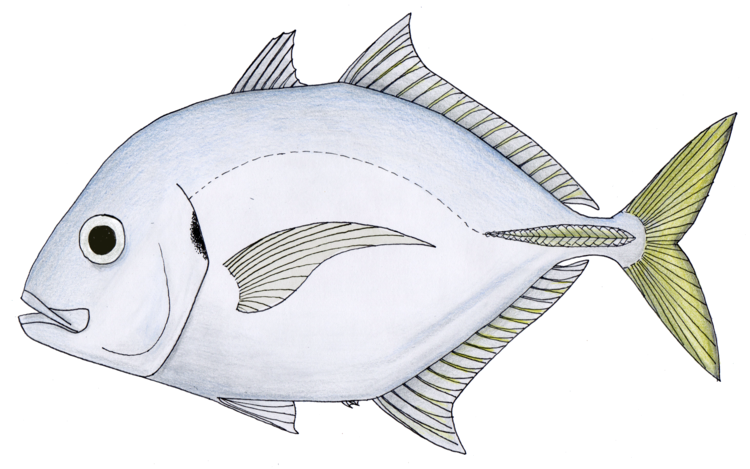

미늘전갱이(학명:Carangoides talamparoides)는 전갱이목 전갱이과에 속하는 물고기이다. 몸의 길이는 32cm에 몸의 무게는 2.6kg로 전갱이과에선 소형인 어류에 속한다.

## 특징과 먹이
미늘전갱이는 전갱이목 전갱이과에 속하는 물고기들 중에서도 타람파미늘전갱이와 함께 몸의 전체가 매우 아름다운 은색을 가진 어종으로서 영어권에선 (Shadow Trevally)쉐도우 트레블리라고 불린다. 몸은 아름다운 은색의 바탕에 눈은 앞으로 쏠려 있으며 눈이 앞으로 튀어나와 있다. 지느러미는 대부분 투명한 색을 띄고 있으나 꼬리지느러미는 암갈색을 띄고 있으며 등지느러미와 배지느러미는 2개인데 등지느러미와 배지느러미는 각각 제2등지러미와 제2배지느러미가 매우 길고 앞부분이 매우 솟아있는 것이 특징이다. 또한 가슴지느러미의 끝부분이 매우 길게 늘어져 있다. 옆줄인 경우에는 가슴지느러미의 부근에서 시작해 꼬리지느러미까지 암갈색을 하며 이어져 있다. 먹이로는 멸치, 청어와 같은 작은물고기, 요각류, 갑각류를 잡아먹는 육식성 어류에 속한다.

## 서식지와 어획
미늘전갱이의 주요서식지는 인도양과 서부 태평양이며 그 중에서도 인도네시아와 뉴 칼레도니아에서 가장 많은 개체수가 서식하고 있다. 수심 10~50m의 산호초나 하구를 포함하는 얕은 연안에 주로 서식하는 표해수대의 어류이다. 미늘전갱이는 식용으로도 이용이 되며 식용으로 이용할 때는 주로 회나 초밥으로 많이 먹는다.

## 같이 보기
- 전갱이목
- 전갱이과